# Estación de Givisiez
La estación de Givisiez es una estación ferroviaria de la comuna suiza de Givisiez, en el Cantón de Friburgo.

## Historia y situación
La estación de Givisiez fue inaugurada en el año 1876 con la puesta en servicio del tramo Friburgo - Payerne de la conocida como línea del Broye transversal Friburgo - Payerne - Yverdon-les-Bains. En 1898 se inauguró el tramo entre Givisiez y Murten de la línea Friburgo - Ins.
Se encuentra ubicada en el borde sur del núcleo urbano de Givisiez. Cuenta con un único andén lateral al que accede una vía pasante. Al salir de la estación hacia el oeste existe una bifurcación en la que se separan las líneas hacia Payerne - Yverdon-les-Bains y Murten - Ins. En el entorno de la estación existen varias derivaciones a industrias.
En términos ferroviarios, la estación se sitúa en la línea Friburgo - Yverdon-les-Bains y Friburgo - Ins. Sus dependencias ferroviarias colaterales son la estación de Friburgo, punto de inicio de ambas líneas, la estación de Belfaux-Village hacia Ins y la estación de Belfaux CFF en dirección Yverdon-les-Bains.

## Servicios ferroviarios
Los servicios ferroviarios de esta estación están prestados por Transports publics fribourgeois:

### Regionales
- R Friburgo - Murten - Ins/Kerzers. Trenes cada hora desde Friburgo hasta Murten y Ins. En horas punta de lunes a viernes existen trenes de refuerzo desde Friburgo hasta Murten y Kerzers.